# Yolanda Mateos
Yolanda Mateos Franco (Elgóibar, 26 de febrero de 1972) es una exfutbolista española que jugó como lateral en el Eibartarrak FT, Levante UD y CE Sabadell en la Superliga. Militó en la selección española femenina de fútbol, y participó en la Eurocopa de 1997. Marcó el gol en el play-off de clasificación contra Inglaterra que clasificó a España por primera vez para el torneo.
Metas internacionales

| Yolanda Mateos – goles para España | Yolanda Mateos – goles para España | Yolanda Mateos – goles para España  | Yolanda Mateos – goles para España | Yolanda Mateos – goles para España | Yolanda Mateos – goles para España | Yolanda Mateos – goles para España                                     |
| #                                  | Fecha                              | Evento                              | Adversario                         | Puntaje                            | Resultado                          | Competencia                                                            |
| ---------------------------------- | ---------------------------------- | ----------------------------------- | ---------------------------------- | ---------------------------------- | ---------------------------------- | ---------------------------------------------------------------------- |
| 1.                                 | 28 de junio de 1996                | ŠK Slávia Zeleneč -štadion, Zeleneč | Eslovaquia                         |                                    | 1–1                                | Torneo Femenino Eslovaquia 1996                                        |
| 2.                                 | 29 de septiembre de 1996           | Estadio Falmer, Brighton y Hove     | Inglaterra                         | 0– 1                               | 1–1                                | Clasificación para el Campeonato Femenino de la UEFA 1997 - Play-off   |
| 3.                                 | 1 de noviembre de 1997             | Estadio La Bòbila, Gavà             | Ucrania                            | 1-2                                | 1–2                                | Clasificación para la Copa Mundial Femenina de la FIFA 1999            |
| 4.                                 | 24 de mayo de 1998                 | Söderstadion, Estocolmo             | Suecia                             | 2-1                                | 3–1                                | Clasificación para la Copa Mundial Femenina de la FIFA 1999            |
| 5.                                 | 13 de septiembre de 1998           | Estadio Forthbank, Stirling         | Escocia                            | 0– 2                               | 0-3                                | Clasificación para la Copa Mundial Femenina de la FIFA 1999 - Play-off |
| 6.                                 | 7 de noviembre de 1999             | Ciudad Deportiva, Plasencia         | Suecia                             |                                    | 1–1                                | Clasificación para el Campeonato Femenino de la UEFA 2001              |
| 7.                                 | 21 de mayo de 2000                 | A Lomba, Villagarcía de Arosa       | Inglaterra                         | 1-2                                | 1–2                                | Clasificación para el Campeonato Femenino de la UEFA 2001              |
| 8.                                 | 21 de noviembre de 2000            | Estadio de Odense, Odense           | Dinamarca                          | 4– 2                               | 4–2                                | Clasificación para el Campeonato Femenino de la UEFA 2001 - Play-off   |